# Hot Spring County
Artikeln behandlar countyt i Arkansas, ej att förväxla med Hot Springs County i Wyoming.
Hot Spring County är ett administrativt område i delstaten Arkansas, USA. År 2000 hade countyt 30 383 invånare. Den administrativa huvudorten (county seat) är Malvern.

## Geografi
Enligt United States Census Bureau så har countyt en total area på 1 611 km². 1 592 km² av den arean är land och 19 km² är vatten.

### Angränsande countyn
- Garland County - nord
- Saline County - nordöst
- Grant County - öst
- Dallas County - sydöst
- Clark County - syd & väst
- Montgomery County - nordväst